# Blabicentrus capixaba
Blabicentrus capixaba är en skalbaggsart som först beskrevs av Martins och Maria Helena M. Galileo 1998.  Blabicentrus capixaba ingår i släktet Blabicentrus och familjen långhorningar. Inga underarter finns listade.